# مخانتس
مخانتس (ارمنی: Մխանց؛ ترکی آذربایجانی: Muğanlı) یک منطقهٔ مسکونی در جمهوری آرتساخ است که در استان کاشاتاق واقع شده‌است.